# Kumaha királyainak listája
Kumaha az észak-szíriai újhettita királyságok egyike. Már az i. e. 12. században fennállt, de írásos forrásokból csak az i. e. 9. század első felétől ismert. Kumaha később Kommagéné néven vált ismét önállóvá.
| Uralkodó           | Idő                    | Megjegyzés          |
| ------------------ | ---------------------- | ------------------- |
| Kali-Tesub         | i. e. 12. század       |                     |
| Kili-Tesub         | i. e. 11. század       | Kali-Tesub fia      |
| I. Hattuszilisz    | kb. i. e. 866–857      | asszír Qatazilu     |
| Kudaspi (Kundaspu) | i. e. 856–?            |                     |
| Szuppiluliumasz    | i. e. 805–773          | asszír Uspilulme    |
| II. Hattuszilisz   | i. e. 8. század közepe | Szuppiluliumasz fia |
| Kustaspi           | 750–732                |                     |
| Muvatallisz        | i. e. 732–708          | asszír Mutallu      |

## Lásd még
- Kommagéné
- Kommagéné uralkodóinak listája